# アオエデ (衛星)
アオエデ（英語：Aoede、確定番号：Jupiter XLI）は木星の第41衛星である。
2003年2月8日に、スコット・S・シェパードが率いるハワイ大学の観測チームによって発見され、S/2003 J 7 という仮符号が与えられた。観測にはすばる望遠鏡、カナダ・フランス・ハワイ望遠鏡、ハワイ大学の望遠鏡が用いられ、その他の新しい木星の衛星の発見とあわせて、2003年3月4日に小惑星センターのサーキュラーで公表された。その後2005年3月30日に、ギリシア神話のムーサイの1人アオイデーに因んで命名され、Jupiter XLI という確定番号が与えられた。
アオエデの見かけの等級は22.5であり、アルベドを0.04と仮定した場合、アオエデの直径はおよそ 4 km と推定される。また、密度を 2.6 g/cm3 と仮定した場合、質量はおよそ 9.0 ×1013 kg と推定される。アオエデは、木星から2300万〜2400万km前後の距離を逆行軌道で公転し、軌道傾斜角が 145°〜158° 程度の不規則衛星のグループであるパシファエ群に属している。